# Burgstall Panzenberg
Der Burgstall Panzenberg, auch Banzenberg oder Lüsprüng genannt, ist eine eigentlich namenlose, mittelalterliche, abgegangene und nur durch Wall- und Grabenreste nachweisbare Höhenburg unbekannter ständischer Zuordnung bei Volkmarsen im Landkreis Waldeck-Frankenberg in Nordhessen.

## Lage
Der Burgstall befindet sich auf einem heute wieder bewaldeten und von Feldern umgebenen kleinen Hügel, dem Panzenberg oder Banzenberg, östlich von Volkmarsen etwa 450 Meter südlich der Kugelsburg und mit dieser in Sichtverbindung. Die Bergkuppe aus Muschelkalk liegt wenige Meter nördlich oberhalb der Erpe, die hier leicht mäandernd aus Süden kommend nach Westen abbiegt, um sich westlich um das Massiv des Kugelsberges wieder nach Norden zu wenden. Oberhalb der Bergkuppe führt die Kasseler Straße (L 3075) west-östlich parallel zur Erpe vorbei und biegt östlich der Bergkuppe, sich mit der L 3080 treffend, rechtwinklig nach Süden ab.

## Geschichte
Die Geschichte der 2001 vom Bezirksarchäologen Klaus Sippel wiederentdeckten Burganlage ist völlig unbekannt. Urkundliche Unterlagen, die sich auf die Befestigung beziehen, sind nicht bekannt. Die Fluren der Gemarkung von Volkmarsen werden als Banzen-Berg, Hinterm Banzenberg, am Panzenberge benannt.
1903 hatte der Ingenieur Ernst Happel, der sich mit mittelalterlichen Burgen in Nordhessen befasste, die Anlage wie folgt beschrieben:

„Unterhalb der Burg ist auf dem Panzenberge noch eine Erdbefestigung sichtbar, die wahrscheinlich als Straßensperre angelegt war. Außer der Nordseite waren die Abfälle des Hügels sturmfrei und genügte der Palisadenzaun, auf gen(annter) Seite waren doppelte Gräben und Wälle aufgeworfen.“
Auch der Kenner nordhessischer Burglandschaften Wilhelm Lange (1857–1928), Kasseler Arzt und Bibliothekar, beschrieb 1906 in seinem Verzeichnis hessischer Befestigungen die Anlage als Straßenschanze:

„... der Lüspring, kleine Schanze an der Straße Volkmarsen-Breuna, südlich von der Kugelsburg.“
Der hessische Archäologe Roland Schröder (1902–1943), der den Burgstall 1919, 1923 und 1924 besuchte, stellte in Ergänzung fest:

„Der Panzenberg ... trug eine Befestigung aus z.T. doppelten Wällen und Gräben (Nordseite). Mauern sind nie gefunden worden. ... Die Befestigung dürfte eine früh- oder hochmittelalt. Straßensperre sein. ...“

## Beschreibung
Von der Höhenburg sind nur noch ein doppeltes Wall-Graben-System an der Westseite Richtung Volkmarsen zu sehen. Die Burg nimmt mit den Wallgräben eine Fläche von etwas mehr als 2300 Quadratmetern ein. Die flache, nahezu herzförmige neuzeitlich überformte Kuppe, die leicht nach Westen abfällt, hat etwa Ausmaße von 33 auf 26 Meter und eine Fläche von etwa 800 Quadratmetern. Eine Bebauung ist nicht mehr festzustellen. Im Osten und nach Süden fällt die Burgfläche natürlich und steil ab; nach Norden und Nordosten wurde dies in neuerer Zeit künstlich durch Anlage eines planierten Gartens erzeugt; nach Westen fällt das Gelände weniger steil ab und läuft in die Bachebene der Erpe aus.
Heute ist die Nordseite durch den Garten des 19./20. Jahrhunderts stark überformt. Der doppelte Graben ist im Westen und teilweise im Süden gut erkennbar. Der innere, höhere Graben liegt dabei etwa fünf Meter unter dem Burgniveau und ist im oberen Bereich etwa acht Meter breit und noch zwei Meter tief ausgeprägt. Der äußere Graben läuft parallel folgend in kleineren Ausmaßen ebenso im Westen um den Hügel herum. Die Gräben laufen am steilen Südhang von Westen kommend als Geländestufe aus.
Klaus Sippel fand die Burggräben stark mit der Ruderalpflanze Kleines Immergrün bewachsen. Sie kam erst im Mittelalter als Zier- und Heilpflanze nach Nordhessen und kommt meist auf alten Burgen vor. Sippel fand Keramikscherben und drei Randstückenreste von Kugeltöpfen, die sich in das 13. Jahrhundert datieren lassen. Schröder berichtete in seinen Aufzeichnungen außerdem von einer gefundenen Pfeilspitze durch den Postmeister Herget, der um 1900 den Garten an der Nordseite anlegen ließ. Über den Fundverbleib ist nichts bekannt.
Sippel schließt aus den Funden und der weiträumig gesicherten Wehranlage auf eine bewohnte Burg statt einer kurzfristig besetzten Talsperre/Schanze. Er setzt sie zur Kugelsburg als mögliche Vorburg oder befestigten Burgmannensitz. Eine Funktion als Gegenburg ist auszuschließen, da sie als tieferliegende kleinteilige Anlage kaum der Kugelsburg hätte gefährlich werden können.  Wie die Burgen um Bilstein oder die Schauenburg sieht Sippel diese als Art Vorwerk zur aktiven Kontrolle des Umfeldes der Hauptburg.
Steinfunde auf dem Panzenberg (gesetzte Sandsteine) sieht Sippel als Spuren des Pavillons des nördlich angelegten Gartens. Ein genauer topografischer Plan der Anlage existiert noch nicht.

## Denkmalschutz
Der Burgstall ist ein Bodendenkmal nach dem Hessischen Denkmalschutzgesetz. Nachforschungen und gezieltes Sammeln von Funden sind genehmigungspflichtig, Zufallsfunde an die Denkmalbehörden zu melden.